# 2015年台東地震
2015年台東地震發生於2015年2月14日清晨4點6分31.8秒，震央位於台東縣政府東偏南27.4公里（即台灣東部海域），深度27.8公里，芮氏規模6.3，最大震度5級，此次地震全台灣都有感受到搖晃。

## 概述
中央氣象局地震測報中心主任郭鎧紋指出，這起地震為菲律賓海板塊擠壓歐亞大陸板塊所造成，約釋放0.7顆原子彈的能量。

## 各地震度
| 最大震度 | 縣市地區                                               |
| -------- | ------------------------------------------------------ |
| 5級      | 台東縣                                                 |
| 4級      | 台南市、高雄市                                         |
| 3級      | 屏東縣、花蓮縣、雲林縣、嘉義縣、嘉義市、南投縣、彰化縣 |
| 2級      | 台中市、宜蘭縣、苗栗縣、新竹縣、新北市、澎湖縣         |
| 1級      | 桃園市、新竹市、台北市                                 |

此次地震最大震度為台東縣綠島5級，台南市、高雄市震度4級，其餘縣市1到3級。高雄市震度2級以上時間達79秒。

## 災情
綠島超商架上物品掉落，台南文化中心、新營文化中心及部分學校走廊龜裂，天花板、磁磚掉落。